# کیم بو-می
کیم بو می (انگلیسی: Kim Bo-mi؛ زادهٔ ۱۵ مهٔ ۱۹۸۷) بازیگر سینما، و بازیگر اهل کره جنوبی است. وی از سال ۲۰۰۸ میلادی تاکنون مشغول فعالیت بوده‌است.

## فیلم شناسی
| نام                     | کاراکتر   | شبکه   | سال  |
| ----------------------- | --------- | ------ | ---- |
| آخرین مأموریت فرشته عشق | گوم نینا  | KBS2   | ۲۰۱۹ |
| ازت متنفرم آقای ژولیت   | یونگ جو   | Oksusu | ۲۰۱۹ |
| همسر من اوه جاک دوو     | جونگ می   | MBC    | ۲۰۱۸ |
| تن به تن                | سونگ یی   | JTBC   | ۲۰۱۷ |
| قهرمان محله             | سو می     | OCN    | ۲۰۱۶ |
| مجلس ملی                | سونگ سو   | KBS2   | ۲۰۱۵ |
| دختری که بوها را می‌بیند | نقش مهمان | SBS    | ۲۰۱۵ |
| هتل مخفی من             | یونگ می   | tvN    | ۲۰۱۴ |
| دکتر غریبه              | آه یونگ   | SBS    | ۲۰۱۴ |
| تو از ستاره‌ها اومدی     | مین آه    | SBS    | ۲۰۱۳ |
| ارباب خورشید            | نقش مهمان | SBS    | ۲۰۱۳ |
| بسکتبال                 | می سوک    | tvN    | ۲۰۱۳ |
| کتاب خانواده گو         | نقش مهمان | MBC    | ۲۰۱۳ |
| دختر گل من              | هونگ دان  | SBS    | ۲۰۱۱ |
| نقاش باد                | ماک نون   | SBS    | ۲۰۰۸ |

| نام                      | کاراکتر     | سال  |
| ------------------------ | ----------- | ---- |
| The Merciless            | نقش افتخاری | ۲۰۱۷ |
| Brownie                  | بینگ بینگ   | ۲۰۱۴ |
| Mr. Perfect              | یی هوا      | ۲۰۱۴ |
| Watcha Wearin            | یون می      | ۲۰۱۲ |
| Sunny                    | بوک هی      | ۲۰۱۱ |
| Death bell2: bloody camp | کونگ هی     | ۲۰۱۰ |